# Kutsenits City
De Kutsenits City is een serie minibussen met lage instap van de Oostenrijkse busbouwer Kutsenits Busconstruction. De bus is leverbaar op basis van verschillende chassistypes en in verschillende lengtes.

## Types
Er zijn verschillende types uitgebracht vanaf 1992. Van sommige zijn weer nieuwere varianten ontwikkeld, andere zijn niet meer verder ontwikkeld na 2006.
- City I; 1992 (niet geheel meer in productie)
- City II; 1993 (niet meer in productie)
- City III; 1993 (niet meer in productie)
- City IV; 1994
- City V; 1998 (niet meer in productie)
- City VI; ??
- City VII; ??

## Technische gegevens

### Technische gegevens City I-IV

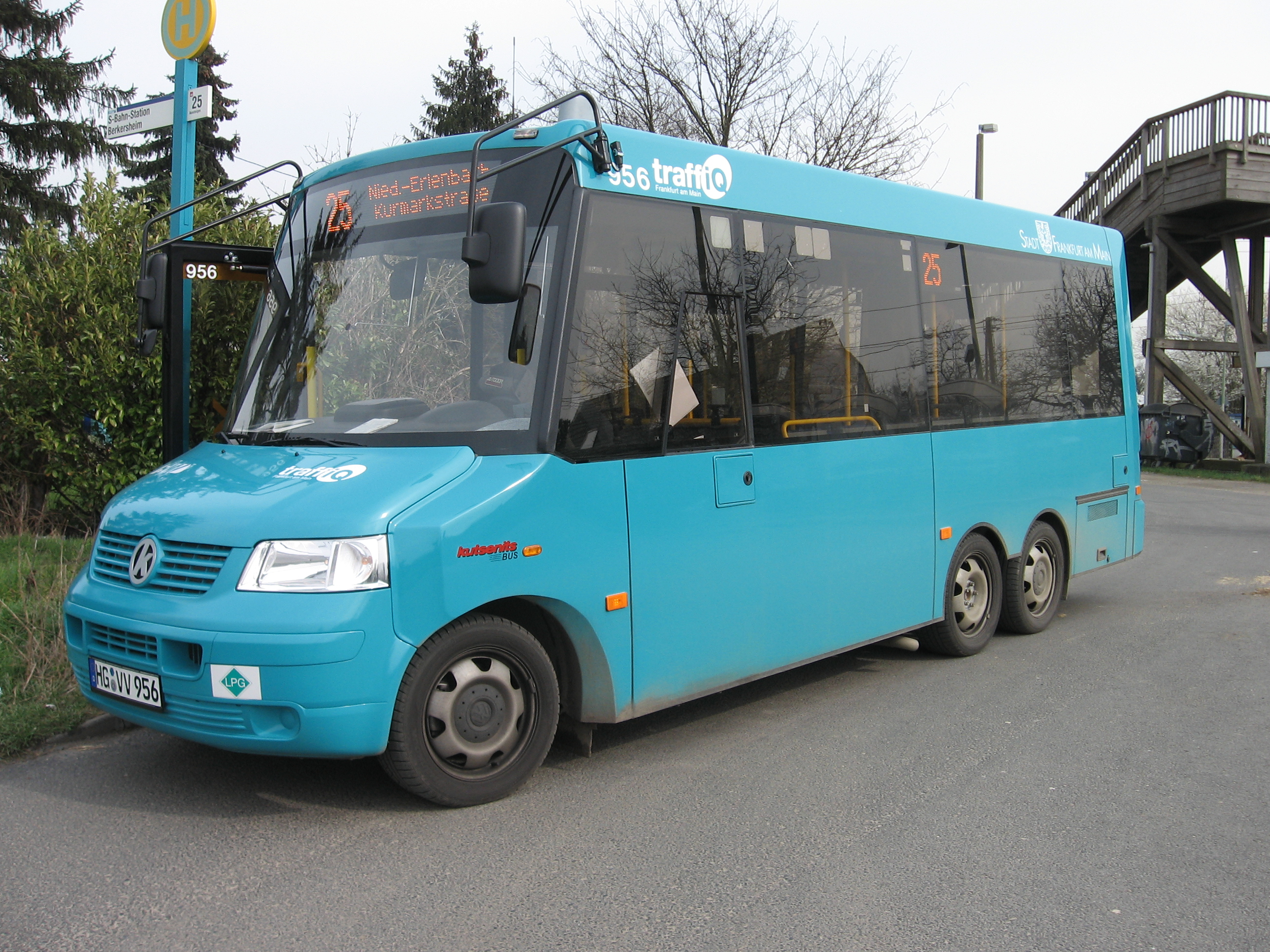
Kutsenits City IV

De technische gegevens van de City I-IV.
|                             | I L                       | I L Bürgerbus             | I HL                      | IL                        | IV Bergvarabus            | IV Bücherbus              | IV Post                   |
| --------------------------- | ------------------------- | ------------------------- | ------------------------- | ------------------------- | ------------------------- | ------------------------- | ------------------------- |
| Chassis                     | Volkswagen Transporter T5 | Volkswagen Transporter T5 | Volkswagen Transporter T5 | Volkswagen Transporter T5 | Volkswagen Transporter T5 | Volkswagen Transporter T5 | Volkswagen Transporter T5 |
| Lengte                      | 6 200 mm                  | 6 200 mm                  | 5 800 mm                  | 6 200 mm                  | 6 930 mm                  | 6 930 mm                  | 6 930 mm                  |
| Breedte                     | 2 140 mm                  | 2 140 mm                  | 2 050 mm                  | 2 140 mm                  | 2 140 mm                  | 2 140 mm                  | 2 140 mm                  |
| Hoogte (excl. dakunit)      | 2 520 mm                  | 1 390 mm                  | 2 520 mm                  | 2 520 mm                  | 2 520 mm                  | 2 520 mm                  | 2 520 mm                  |
| Hoogte (incl. dakunit)      | 2 590 mm                  | 2 590 mm                  | 1 450 mm                  | 2 590 mm                  | 2 590 mm                  | 2 590 mm                  | 2 590 mm                  |
| Wielbasis                   | 3 900 mm                  | 3 900 mm                  | 3 800 mm                  | 4 200 mm                  | 3 400 mm + 860 mm         | 3 400 mm + 860 mm         | 3 400 mm + 860 mm         |
| Vooroverbouw                | 900 mm                    | 900 mm                    | 900 mm                    | 900 mm                    | 900 mm                    | 900 mm                    | 900 mm                    |
| Achteroverbouw              | 1 400 mm                  | 1 400 mm                  | 950 mm                    | 1 100 mm                  | 1 770 mm                  | 1 770 mm                  | 1 770 mm                  |
| Zitplaatsen (+ klapstoelen) | 6 + 2                     | 8 + 7                     | 7 + 1                     | 14 (optioneel 12)         | 11 + 4                    | ??                        | 10 + 7                    |
| Rolstoelplaatsen            | 1                         | 1                         | 1                         | 1 (optioneel)             | 1                         | ??                        | 1                         |

De rolstoelversie bevat plaat voor 12 passagiers inclusief 5 rolstoelplaatsen.

### Technische gegevens City VI
De technische gegevens van de City VI.
|                             | VI 50C15    | VI 50C15 Finnland | VI 65C15    | VI 65C18    |
| --------------------------- | ----------- | ----------------- | ----------- | ----------- |
| Chassis                     | Iveco Daily | Iveco Daily       | Iveco Daily | Iveco Daily |
| Lengte                      | 7 340 mm    | 7 343 mm          | 8 340 mm    | 8 348 mm    |
| Breedte                     | 2 200 mm    | 2 300 mm          | 2 330 mm    | 2 330 mm    |
| Hoogte (incl. dakunit)      | 2 700 mm    | 2 700 mm          | 2 720 mm    | 2 700 mm    |
| Wielbasis                   | 4 025 mm    | 4 025 mm          | 5 400 mm    | 4 750 mm    |
| Vooroverbouw                | 998 mm      | 998 mm            | 870 mm      | 998 mm      |
| Achteroverbouw              | 2 320 mm    | 2 309 mm          | 2 070 mm    | 2 600 mm    |
| Zitplaatsen (+ klapstoelen) | 10 + 7      | 14 + 5            | 17 + 2      | 17          |
| Rolstoelplaatsen            | 1           | 1                 | 2           | 1           |

### Technische gegevens City VII
De technische gegevens van de City VII.
|                             | VII Kutsenits front | VII Kutsenits front | VII Kutsenits front | VII Kutsenits front | VII Iveco front | VII Iveco front | VII Iveco front | VII Iveco front | VII Mercedes front | VII Mercedes front | VII Mercedes front | VII Mercedes front |
| --------------------------- | ------------------- | ------------------- | ------------------- | ------------------- | --------------- | --------------- | --------------- | --------------- | ------------------ | ------------------ | ------------------ | ------------------ |
| Chassis                     | Iveco Daily         | Iveco Daily         | Iveco Daily         | Iveco Daily         | Iveco Daily     | Iveco Daily     | Iveco Daily     | Iveco Daily     | Iveco Daily        | Iveco Daily        | Iveco Daily        | Iveco Daily        |
| Lengte                      | 7 440 mm            | 7 440 mm            | 7 940 mm            | 7 940 mm            | 7 798 mm        | 7 798 mm        | 8 298 mm        | 8 298 mm        | 7 804 mm           | 7 804 mm           | 8 304 mm           | 8 304 mm           |
| Breedte                     | 2 200 mm            | 2 200 mm            | 2 200 mm            | 2 200 mm            | 2 330 mm        | 2 330 mm        | 2 330 mm        | 2 330 mm        | 2 330 mm           | 2 330 mm           | 2 330 mm           | 2 330 mm           |
| Hoogte (incl. dakunit)      | 2 700 mm            | 2 700 mm            | 2 700 mm            | 2 700 mm            | 2 700 mm        | 2 700 mm        | 2 700 mm        | 2 700 mm        | 2 700 mm           | 2 700 mm           | 2 700 mm           | 2 700 mm           |
| Wielbasis                   | 4 400 mm            | 4 400 mm            | 4 900 mm            | 4 900 mm            | 4 400 mm        | 4 400 mm        | 4 900 mm        | 4 900 mm        | 4 400 mm           | 4 400 mm           | 4 900 mm           | 4 900 mm           |
| Vooroverbouw                | 640 mm              | 640 mm              | 640 mm              | 640 mm              | 998 mm          | 998 mm          | 998 mm          | 998 mm          | 1 004 mm           | 1 004 mm           | 1 004 mm           | 1 004 mm           |
| Achteroverbouw              | 2 400 mm            | 2 400 mm            | 2 400 mm            | 2 400 mm            | 2 400 mm        | 2 400 mm        | 2 400 mm        | 2 400 mm        | 2 400 mm           | 2 400 mm           | 2 400 mm           | 2 400 mm           |
| Zitplaatsen (+ klapstoelen) | 11 + 7              | 11 + 4              | 15 + 4              | 17 + 4              | 11 + 7          | 11 + 4          | 15 + 4          | 17 + 4          | 11 + 7             | 11 + 4             | 15 + 4             | 17 + 4             |
| Rolstoelplaatsen            | 2                   | 1                   | 1                   | 1                   | 2               | 1               | 1               | 1               | 2                  | 1                  | 1                  | 1                  |

## Inzet

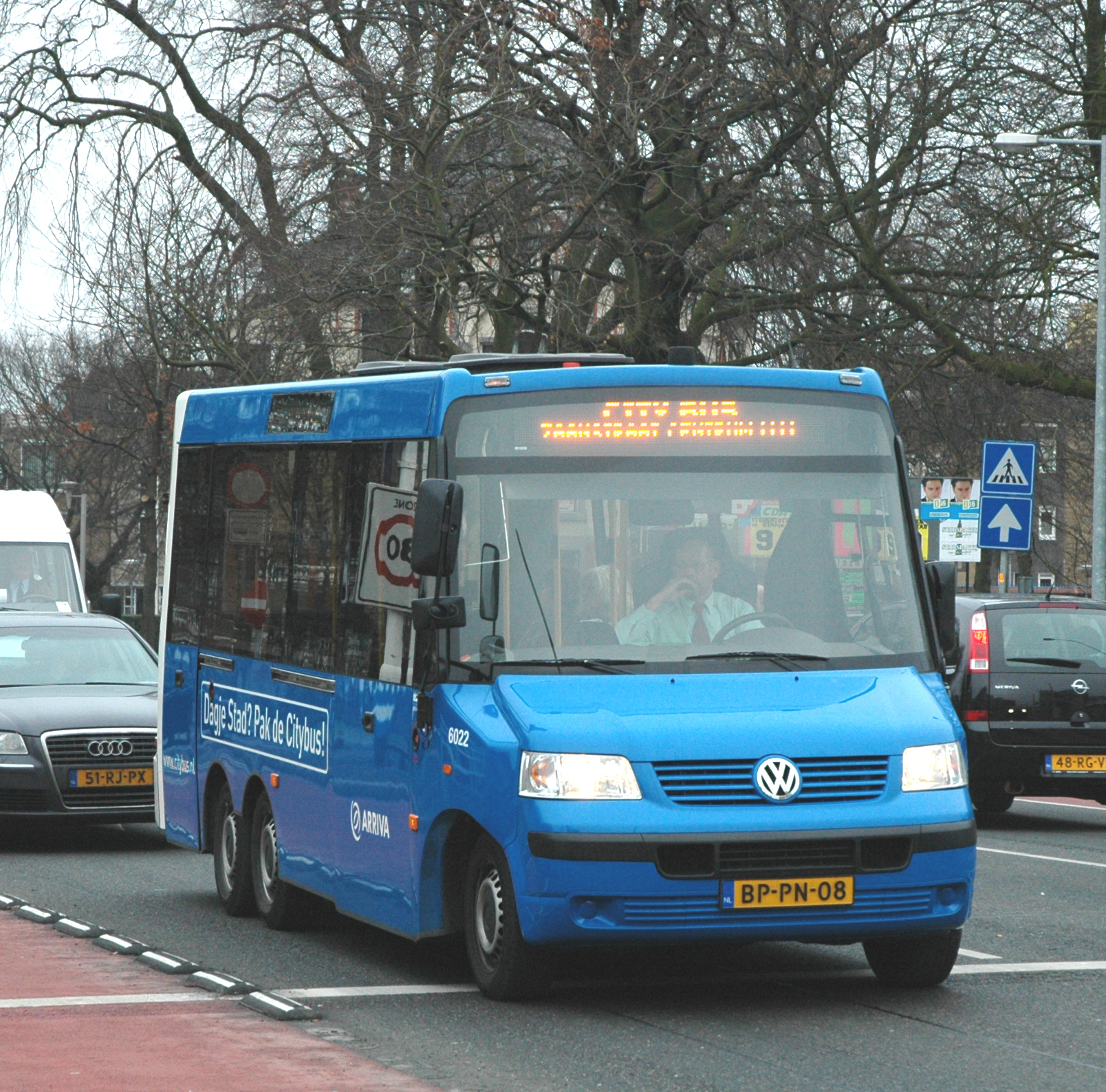
Arriva 6022 in dienst als P+R Citybus.

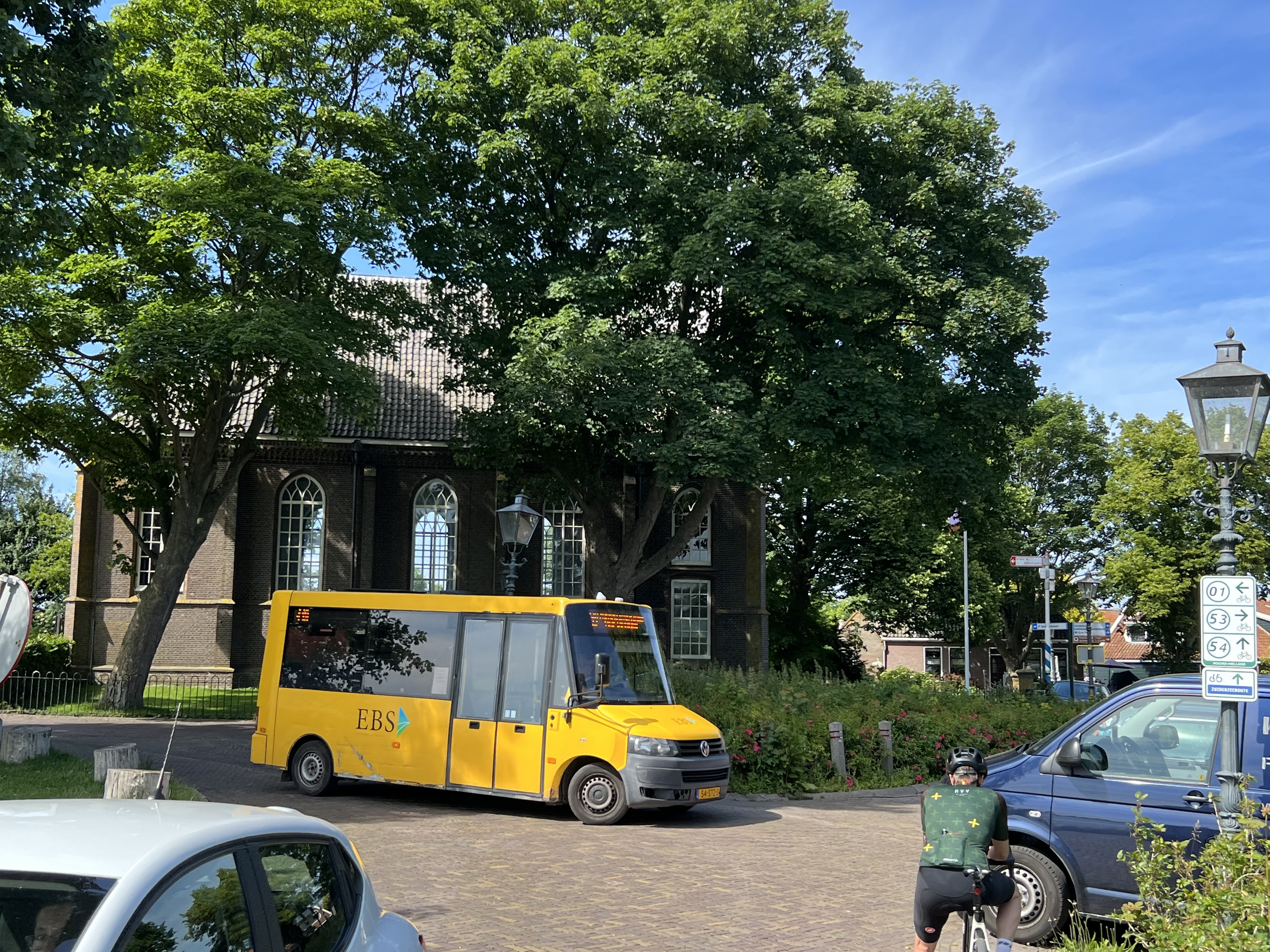
Een City IL op EBS lijn 419 in Zuiderwoude

In Nederland komt dit bustype voor bij verschillende vervoerders. Vervoerder Arriva had sinds 2006 de City V en sinds 2004 de City IV in haar wagenpark. Deze busjes werden onder meer ingezet als (P+R) Citybus in Groningen. Een exemplaar is in 2010 geëxporteerd. Drie exemplaren zijn verkocht aan De Grooth Vervoer die de bussen gebruikt voor de concessie Kleinschalig OV Oost-Groningen. Het gaat om de ex-Arriva 6022, 6023 en 6024. De 6022 dient als reservebus en de laatste twee rijden bij de Grooth onder de nummers 806 en 807.
Vervoerder EBS heeft sinds 2011 de City IL in haar wagenpark. Deze busjes worden ingezet in de concessie Waterland.
Naast Nederland komt dit type bus ook voor in onder andere Luxemburg en Zweden.
| Bedrijf                    | Type                | Series                          | Aantal    | Status                 | Inzet                                     | Opmerking |
| Duitsland                  | Duitsland           | Duitsland                       | Duitsland | Duitsland              | Duitsland                                 | Duitsland |
| -------------------------- | ------------------- | ------------------------------- | --------- | ---------------------- | ----------------------------------------- | --- |
| BSAG                       | III                 | 4492                            | 1         |                        | Bremen                                    | |
| Italië                     |                     |                                 |           |                        |                                           | |
| Start Romagna              | IV                  | 10215-10218                     | 4         |                        | Ravenna                                   | |
| Luxemburg                  |                     |                                 |           |                        |                                           | |
| AVL                        | IV                  | 318-323                         | 6         | Buiten dienst          | Luxemburg                                 | |
| Voyages Wagener            | VII (Mercedes-Benz) | WV2038                          | 1         |                        | Citybus Ettelbruck                        | |
| Nederland                  |                     |                                 |           |                        |                                           | |
| Arriva                     | City IV             | 6021-6022                       | 2         | Buiten dienst          | P+R Citybus Groningen                     | 6022 is verkocht aan De Grooth Vervoer |
| Arriva                     | City V              | 6023-6024                       | 2         | Naar De Grooth Vervoer | P+R Citybus Groningen                     | |
| De Grooth Vervoer          | City IV             | ??                              | 1         | Buiten dienst          | Reservebus Publiek Vervoer Oost-Groningen | Ex-Arriva |
| De Grooth Vervoer          | City V              | 806-807                         | 2         | Buiten dienst          | Publiek Vervoer Oost-Groningen            | Ex-Arriva |
| EBS                        | City IL             | 9001-9003                       | 3         | Deels in dienst        | Waterland, IJssel-Vecht                   | De 9001 en 9003 kregen begin 2025 de RRReis-huisstijl. |
| Oostenrijk                 |                     |                                 |           |                        |                                           | |
| Wiener Linien              | City IV             | 6351-6262                       | 12        | Buiten dienst          | Wenen                                     | |
| Zweden                     |                     |                                 |           |                        |                                           | |
| Bergkvarabuss              | IV                  | 820-826                         | 7         |                        | ??                                        | |
| Bergkvarabuss              | ??                  | 840-840                         | 2         |                        | ??                                        | |
| Blåkints buss              | IV                  | 8527-8528                       | 2         |                        | ??                                        | |
| Bus Trade Center Stockholm | III                 | ??                              | 5         |                        | ??                                        | 4× voorheen Veolia Transport (2807, 2810, 2811 en 2821), daarvoor Connex Sverige, daarvoor Linjebuss 1× voorheen Connex Sverige, daarvoor Linjebuss (2804) |
| Bus Trade Center Stockholm | V                   | ??                              | 2         |                        | ??                                        | Voorheen Veolia Transport (2815 en 2817), daarvoor Connex Sverige, daarvoor Linjebuss                                                                      |
| Busslink i Sverige         | IV                  | 8401-8407                       | 7         |                        | ??                                        | |
| Linjebuss                  | III                 | 2801-2814, 2820-2821            | 13        |                        | ??                                        | Verkocht aan Connex Sverige en later aan Veolia Transport. 2804 kwam 2× voor en is na Connex verkocht aan Bus Trade Center Stockholm.                      |
| Linjebuss                  | V                   | 2815-2819                       | 5         | Deels in dienst        | ??                                        | 2819 is na verlies van concessie verkocht/geëxporteerd |
| Nettbuss                   | III                 | 70635-70640                     | 6         |                        | ??                                        | Ex-Orusttrafiken |
| Orusttrafiken              | III                 | 70635-70640                     | 1         | Verkocht aan Nettbuss  | ??                                        | |
| Rudskoga Taxi              | ??                  | ??                              | 2         |                        | ??                                        | |
| Stångåbuss Trafik          | IV                  | 531-532                         | 2         |                        | ??                                        | Voorheen Veolia Transport, daarvoor Connex Sverige |
| Stena Line Scandinavia     | III                 | ??                              | 1         |                        | ??                                        | Voorheen Veolia Transport (2820), daarvoor Connex Sverige, daarvoor Linjebuss                                                                              |
| Västerås Lokaltrafik       | ??                  | 27-32                           | 6         |                        | ??                                        | |
| Veolia Transport           | III                 | 2801-2811, 2813-2814, 2820-2821 | 15        | Buiten dienst          | ??                                        | Voorheen Connex Sverige, daarvoor Linjebuss 2807, 2810, 2811 en 2821 staan bij Bus Trade Center Stockholm 2820 is verkocht aan Stena Line Scandinavia      |
| Veolia Transport           | IV                  | 2829-2833                       | 5         | Deels in dienst        | ??                                        | Ex-Connex Sverige 2832-2833 verkocht aan Stångåbuss Trafik                                                                                                 |
| Veolia Transport           | V                   | 2816-2818                       | 3         | Buiten dienst          | ??                                        | Voorheen Connex Sverige, daarvoor Linjebuss 2815 en 2817 staan bij Bus Trade Center Stockholm                                                              |
| Zwitserland                |                     |                                 |           |                        |                                           | |
| BVB                        | III                 | 851-855                         | 5         | Deels in dienst        | Bazel                                     | 852-854 zijn buiten dienst. |

## Verwante types
- Kutsenits City LE; 12,viermeter-versie van de City
- Kutsenits Hydra City; Hydraulische midibusversie